# 津島神社
津島神社（つしまじんじゃ）は、愛知県津島市にある神社。京都・八坂神社とともに牛頭天王信仰の二大社として知られる。

## 概要
社格は国幣小社で、現在は神社本庁包括の別表神社。
建速須佐之男命を主祭神とし、大穴牟遅命（大国主）を相殿に祀る。伝承では欽明天皇元年（540年）の創建とされる。実際の創建時期ははっきりしないが、12世紀の文献に現れ、鎌倉時代から室町時代にかけての鉄灯籠や梵鐘の銘には社名が刻まれている。近世以前は牛頭天王を祭神として祀る神社として知られた。
近世には織田氏や豊臣氏の庇護を受けて社殿造営等の寄進を受けた。さらに尾張藩からも神領所有の特権を得るとともに、津島神社の川祭りで寄進米などを受ける特権が与えられた。
当社は東海地方を中心に全国に約3千社ある津島神社・天王社の総本社であり、その信仰を津島信仰という。津島神社が諸国に勢力を拡大した背景には、御札を配って祈祷を行う津島御師の活動が大きく、織田信長は御師の布教活動を保護し、尾張藩もこの保護政策を継承して他領での布教活動に許可を与えた。
明治の神仏分離令までは「津島牛頭天王社」とも称された。

## 歴史

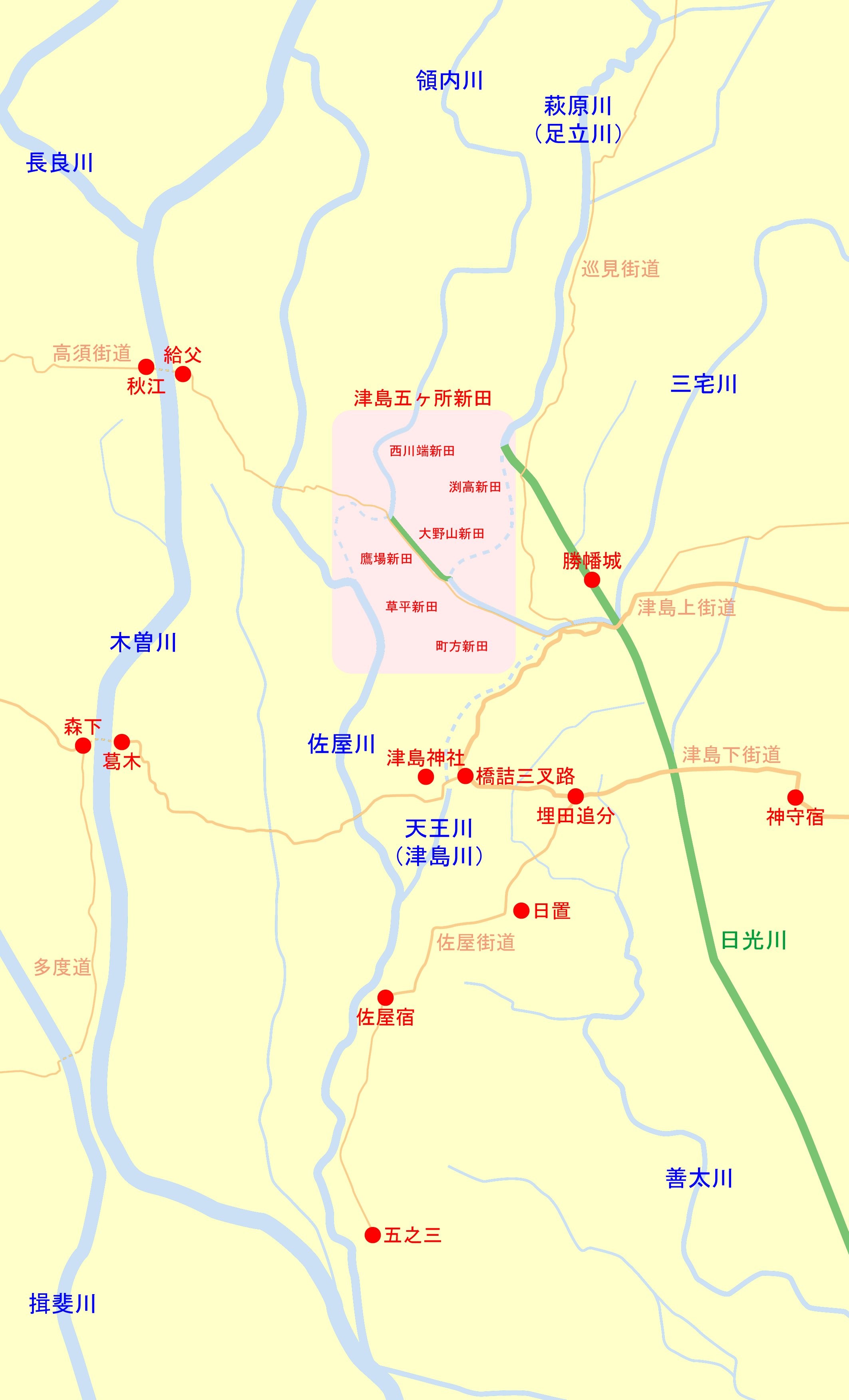
江戸時代末ごろの天王川周辺の位置関係図。破線は江戸時代初期ごろの旧河道、緑線・緑字は開削・付替後の新河道。橙線・橙字は主要街道、赤字は主要な地名など。

尾張国津島社（後の津島神社）は式外社で正確な成立時期は不明である。伝承では欽明天皇元年（540年）の創建とされる。津島神社所蔵の天文9年（1540年書写の『牛頭天王講式』によると、日本に渡った牛頭天王は孝霊天皇の代に対馬から西国に渡来し、欽明天皇の代に四神相応の霊地として尾張国海部郡門真荘津島に垂迹したという。しかし、先述のように延喜式神名帳には記載されていない式外社で国史にも現れない。年代が明確な史料では、名古屋七寺所蔵の一切経のうち承安5年（1175年）の正月から七月までに書写された『大般若経』巻末の摺写勧請文に津島社の記載がある。
16世紀頃には津島衆と呼ばれる四家七党の同族の社家組織によって運営され、織田信長、豊臣秀吉、徳川家康などの援助を受けた。その後、尾張藩の庇護を受けて氷室家を神主とする社家組織が確立された。正保4年（1647年）4月には尾張藩主徳川義直から津島向島1293石8升9合の朱印状を受け、この社領は寛文5年（1665年）に将軍の徳川家綱により朱印地として認められた。
津島社の信仰は社家やその手代が御師（津島御師）として各地で布教活動を行い、その信仰を受け入れた村人は旦那、旦那が所在する村は旦那場と称された。
明治の神仏分離の際、建物・祭事などにおけるあらゆる仏教的な要素は廃され、祭神を建速須佐之男命とし、社名から牛頭天王の名を外して津島神社としたが、いまも「津島の天王さま」と呼ばれ、全国約3000社の天王信仰の総本社である。明治6年（1873年）に県社に列格し、大正15年（1926年）に国幣小社に昇格した。
神社のすぐそばに天王川公園がある。公園の中央には楕円形の「丸池」があるが、これはかつて津島神社と門前町の間を流れた天王川の名残である。かつての天王川は木曽川左派川末端部の大河川であり、津島神社前に架けられた「天王橋」は長大な橋であったことが宗長の『宗長手記』に記されている。江戸時代となり木曽川に御囲堤が築かれると、天王川と下流の佐屋川は河床上昇により水害が増加した。その対策として日光川が開削されたことで天王川は津島神社付近で築留めされたため入り江状となり、明治に行われた木曽三川分流工事で佐屋川も廃川となったため楕円形の池が残された。牛頭天王は排斥されたが、今も「丸池」で行われる神社の祭りは尾張津島天王祭として「天王」の名が残っている。
1970年（昭和45年）11月23日、神社近くの民家から出火、折からの強風で神社本殿の檜皮葺屋根に飛び火した。懸命な消火活動が行われたが、屋根部分を全焼する被害。

## 主な年中行事
津島神社の祭事は年間100を超える。
- 七草祭（旧正月7日間）
- 祈年祭（3月17日）
- 例祭[7]（6月17日）

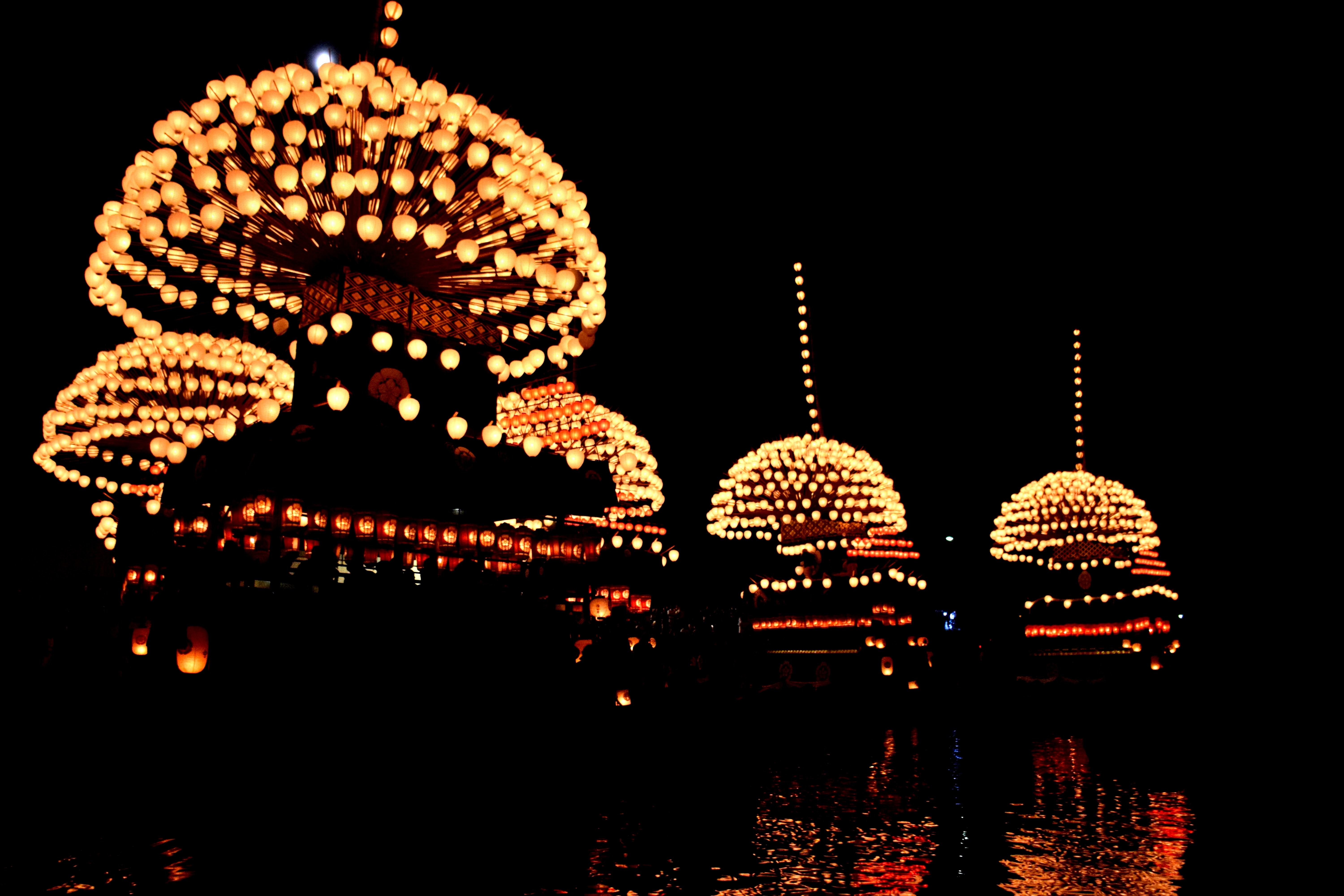
尾張津島天王祭

- 天王祭車楽舟行事：国の重要無形民俗文化財（指定名称は「尾張津島天王祭の車楽舟行事」、1980年（昭和55年）1月28日指定）[8][9]
- 津島祭（7月第4土曜、日曜）
- 新嘗祭（11月23日）

## 境内外社

### 境内摂社

彌五郎殿社

八柱社

柏樹社

居森社

- 彌五郎殿社（國玉神社）
  - 祭神：大穴牟遅命、武内宿禰命
- 八柱社（八王子社）
  - 祭神：五男三女御子神
- 荒御魂社（蛇毒神社）
  - 祭神：建速須佐之男命荒御魂
- 柏樹社（柏宮、柏社）
  - 祭神：建速須佐之男命奇御魂
- 和御魂社（蘇民社）
  - 祭神：建速須佐之男命和御魂
- 居森社
  - 祭神：建速須佐之男命幸御魂

### 境内末社

稲荷社

忍穂耳社（左）

橋守社、愛宕社

照魂社

菅原社

参集殿

楼門前の石橋

- 稲荷社
  - 祭神：宇迦之御魂神
- 多賀社
  - 祭神：伊邪那岐命
- 塵社
  - 祭神：聖神
- 熊野社
  - 祭神：伊邪那美命
- 久斯社
  - 祭神：少名毘古那神
- 庭津日社
  - 祭神：庭津日神
- 龍田社
  - 祭神：支那津比古命
- 忍穂耳社（星宮）
  - 祭神：正哉吾勝々速日天忍穂耳命
- 戸隠社
  - 祭神：手力雄命
- 内宮
  - 祭神：天照大神
- 多度社
  - 祭神：羽山戸神
- 船付社
  - 祭神：庭高津日神
- 外宮
  - 祭神：豊宇気比売命
- 大社
  - 祭神：大山咋命
- 児之社
  - 祭神：若年神
- 米之社
  - 祭神：宇迦之御魂神
- 熱田社
  - 祭神：日本建命
- 大歳社
  - 祭神：大年神
- 愛宕社
  - 祭神：迦具土神
- 橋守社（橋姫社）
  - 祭神：猿田彦命
- 秋津比咩社
  - 祭神：速秋津比売命
- 滝之社
  - 祭神：弥豆麻岐神
- 大屋津姫社
  - 祭神：大屋津比売命
- 若宮社
  - 祭神：尹良親王
- 大国玉社
  - 祭神：宇都志国玉命
- 稲田社
  - 祭神：櫛名田比売命
- 照魂社
  - 祭神：国事殉難者
- 菅原社
  - 祭神：菅原道真公
- 疹社
  - 祭神：建速須佐之男命和御魂
- 大日孁社
  - 祭神：大日孁貴命

### 境外末社
- 竈社（三寶荒神社）
  - 祭神：天知流迦流美豆比売命、奥津比売神、奥津比古神
- 山祇社
  - 祭神：大山津見命
- 八剣社
  - 祭神：須佐之男命荒御魂
- 大土社
  - 祭神：大土御祖神
  - 本社末社：石神社
  - 本社末社：琴平社
    - 祭神：大物主命
- 堤下社（金燈篭社）
  - 祭神：須佐之男命奇御魂
- 市神社
  - 祭神：大市比売命、大歳神、宇迦之御魂神

## 文化財

本殿

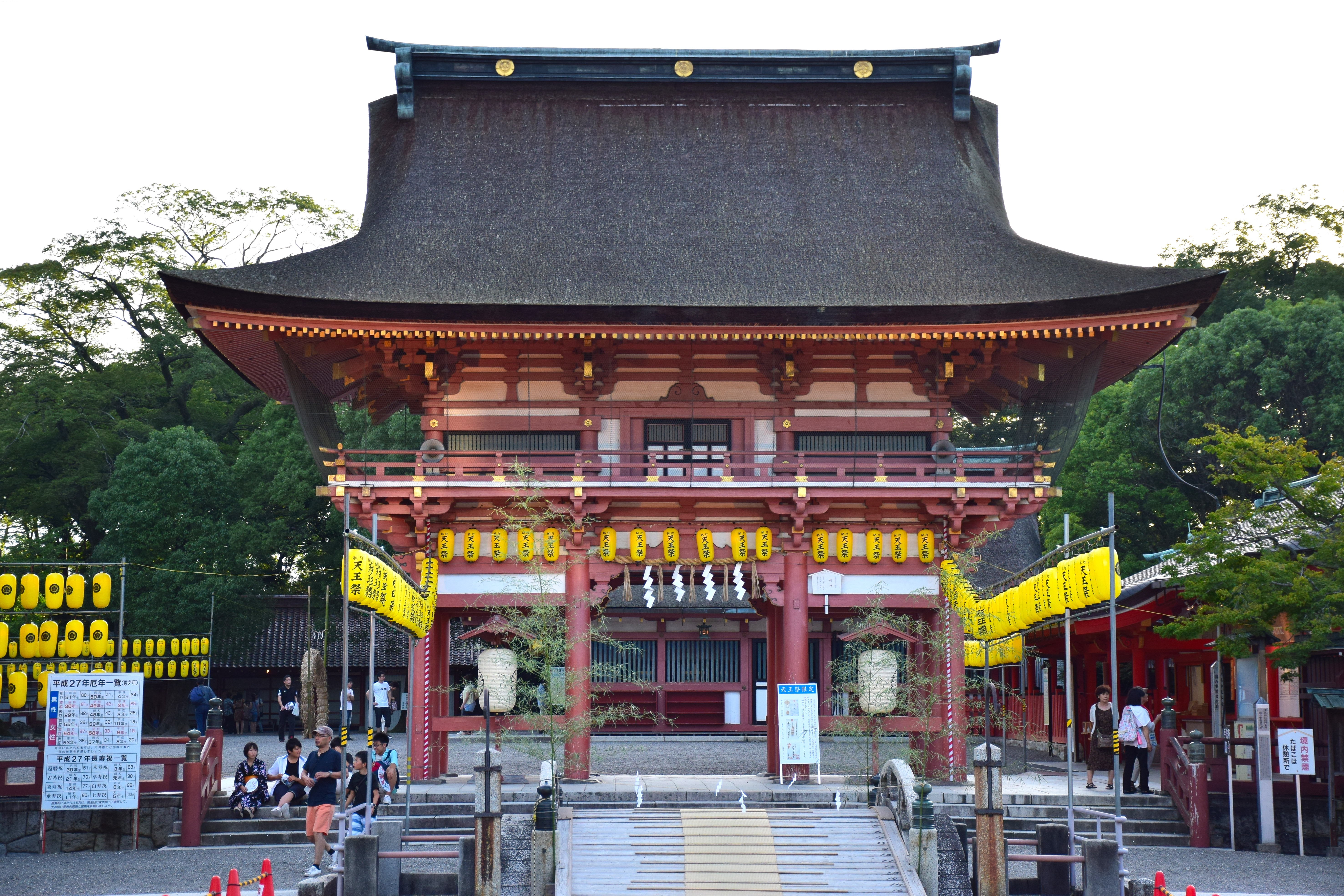
楼門

南門

### 重要文化財（国指定）
- 津島神社本殿 - 重要文化財（建造物）、1920年（大正9年）4月15日指定[10][11]
  - 慶長10年（1605年）、松平忠吉の妻政子により寄進される。
- 津島神社楼門 - 重要文化財（建造物）、1958年（昭和33年）5月14日指定[12][13]
  - 天正19年（1591年）、豊臣秀吉により寄進される。
- 太刀[14]（銘真守）伯耆国の刀工大原真守の作
- 剣[15]（銘長光）備前国の刀工長船長光の作

### 重要無形民俗文化財（国指定）
- 尾張津島天王祭の車楽舟行事

### 愛知県指定有形文化財
- 南門[16]
  - 慶長3年（1598年）、豊臣秀頼により父秀吉の病気平癒を祈願して寄進される。
- 拝殿[17]
- 釣殿
- 祭文殿
- 廻廊
- 拝殿
- 蕃塀
- 摂社弥五郎殿社本殿及び拝殿
- 居森社本殿
- 荒御魂社本殿
- 八柱社本殿
- 石造狛犬[18]
- 鉄燈篭[19]
- 津島神社文書[20]3996点(附:真野時綱・同豊綱著述24点)

### 愛知県指定天然記念物
- 津島神社のイチョウ[21]2樹

### 津島市指定文化財
- 尾張国津島祭礼図巻
- 真野時綱筆絹本淡彩七福神図
- 木造獅子狛犬
- 能面及び追儺神事面3面
- 青銅釣灯籠7基
- 鎮宅霊符神鈴
- 鰐口
- 梵鐘
- 獅子頭
- 津島祭絵うちわ版木24枚
- 弥五郎殿社石燈籠
- 簓
- 古今抄延五記19冊
- 本殿棟札4枚
- 津島神社の開扉祭の大松明行事　津島市無形民俗文化財
- 津島街道追分・鳥居跡　津島市指定史跡
- ホルトノキ　津島市天然記念物

## 交通
- 名鉄津島線・尾西線 津島駅下車、徒歩で約15分。

## 関連図書
- 安津素彦・梅田義彦編集兼監修者『神道辞典』神社新報社、1968年、39頁
- 白井永二・土岐昌訓編集『神社辞典』東京堂出版、1979年、230-231頁
- 上山春平他『日本「神社」総覧』新人物往来社、1992年、134-135頁